# 吉井町 (福岡県)
吉井町（よしいまち）は、かつて福岡県の中南部にあった町、および現在のうきは市における旧同町町域の地域である。
2005年3月20日に浮羽郡浮羽町と合併し、うきは市として市制施行したため自治体としての吉井町は消滅した。なお、合併後の人口は約3万4000人であった。現在、町役場はうきは市役所吉井庁舎（議会設置庁舎）となり、業務が行われている。

## 地理
福岡県の中南部（筑後地方）、福岡市の南東約40km、久留米市中心部から東に約25kmの場所に位置しており、現在のうきは市の北西部にあたる。町の北部を筑後川が、町の中央部を巨瀬川がそれぞれ東西に流れている。北部から中央部にかけては筑後平野の東端部にあたり比較的平坦な地形で、南部は耳納山地の一角を占めており山がちな地形である。
中心部は町の中央部にある。

### 隣接していた自治体
- 浮羽郡
  - 浮羽町（現・うきは市浮羽町）
  - 田主丸町（現・久留米市田主丸町）
- 朝倉郡
  - 朝倉町（現・朝倉市朝倉町）
  - 杷木町（現・朝倉市杷木町）
- 八女郡
  - 星野村 (現・八女市星野村)

## 歴史

### 近現代
- 1889年4月1日 - 町村制施行により生葉郡吉井町・千年村・江南村・福富村、竹野郡船越村が発足。
- 1896年4月1日 - 郡の統合により生葉郡と竹野郡（一部）が合併して浮羽郡となる[1]。
- 1955年1月1日 - 吉井町・千年村・江南村・福富村・船越村の一部が新設合併し、吉井町が発足（船越村の他の地域は田主丸町へ編入）。
- 1955年4月18日 - 田主丸町の一部を編入。
- 1969年7月1日 - 集中豪雨により巨瀬川の堤防が決壊。浮羽町と合わせて約1300戸が床上、床下浸水。災害救助法が適用される被害となった[2]。
- 1996年2月26日 - 浮羽郡田主丸町と境界変更。
- 2001年3月12日 - 朝倉郡朝倉町及び浮羽郡田主丸町と境界変更。
- 2003年2月14日 - 浮羽郡浮羽町と境界変更。
- 2005年3月20日 - 浮羽町と新設合併して市制施行、うきは市となり消滅。

## 経済

### 産業
農業
『大日本篤農家名鑑』によれば吉井町の篤農家は、「橋詰好、橋詰又三郎、原吉徳、原皎、鳥越新七、鳥越密三郎、鳥越吉太郎、彌吉澤次郎」などである。橋詰又三郎、松田大策、矢野静一は農業を営み、福岡県多額納税者であった。
商工業

| - 籠田秀一（肥料） - 籠田旨（カラメル製造） - 行徳浪三郎（砂糖） - 久保田恵三郎（煙草元売捌） - 熊谷惣七（素麺製造） - 鳥越彦三郎（米穀） - 鳥越繁（ジャーナリスト鳥越俊太郎の祖父、雑穀、米穀、鳥越製粉社長） - 鳥越誠之助（素封家鳥越密三郎の長男、酒造） - 原皎（煙草元売捌） | - 藤山忠七（糸、洋物） - 松田寛一（酒造） - 彌吉勘吾（酒造） - 彌吉澤次郎（薬種） - 彌吉久吾（福岡県多額納税者、製蝋） - 矢野甚一（砂糖） - 矢野静一（薬品、洋品、飲料水） - 矢野友吉（鉱業） - 矢野玄三（福岡県多額納税者、酒造） - 矢野善三（会社員） - 安武榮（縄仲買） |

## 地域

### 教育

#### 高等学校
- 福岡県立浮羽究真館高等学校

#### 小・中学校
- 吉井中学校
- 千年小学校
- 吉井小学校
- 福富小学校
- 江南小学校

いずれも吉井町立から合併によりうきは市立となった。

## 交通

### 鉄道
- 九州旅客鉄道（JR九州）
  - 久大本線
    - 筑後吉井駅

### バス路線

#### 一般路線バス
- 西鉄バス久留米
  - 久留米市 - 吉井町 - 浮羽町
- 日田バス
  - 久留米市 - 吉井町 - 浮羽町 - 日田市

### 道路

#### 一般国道
- 国道210号

#### 県道
主要地方道
- 福岡県道80号甘木朝倉田主丸線
- 福岡県道81号久留米浮羽線
- 福岡県道151号浮羽草野久留米線

## 名所・旧跡・観光スポット・祭事・催事
- 吉井温泉（国民保養温泉地）
- 筑後吉井地区 （重要伝統的建造物群保存地区）

## 吉井町出身の有名人
- 生野初子（女優）
- 樽美酒研二（歌手） - ゴールデンボンバーメンバーでドラム。
- 鳥越貞敏（実業家、政治家） - 貴族院議員。吉井銀行頭取。
- 鳥越俊太郎（ジャーナリスト）
- 菊竹六鼓（ジャーナリスト）
- 後藤理沙（女優）